# Christoph Syldatk

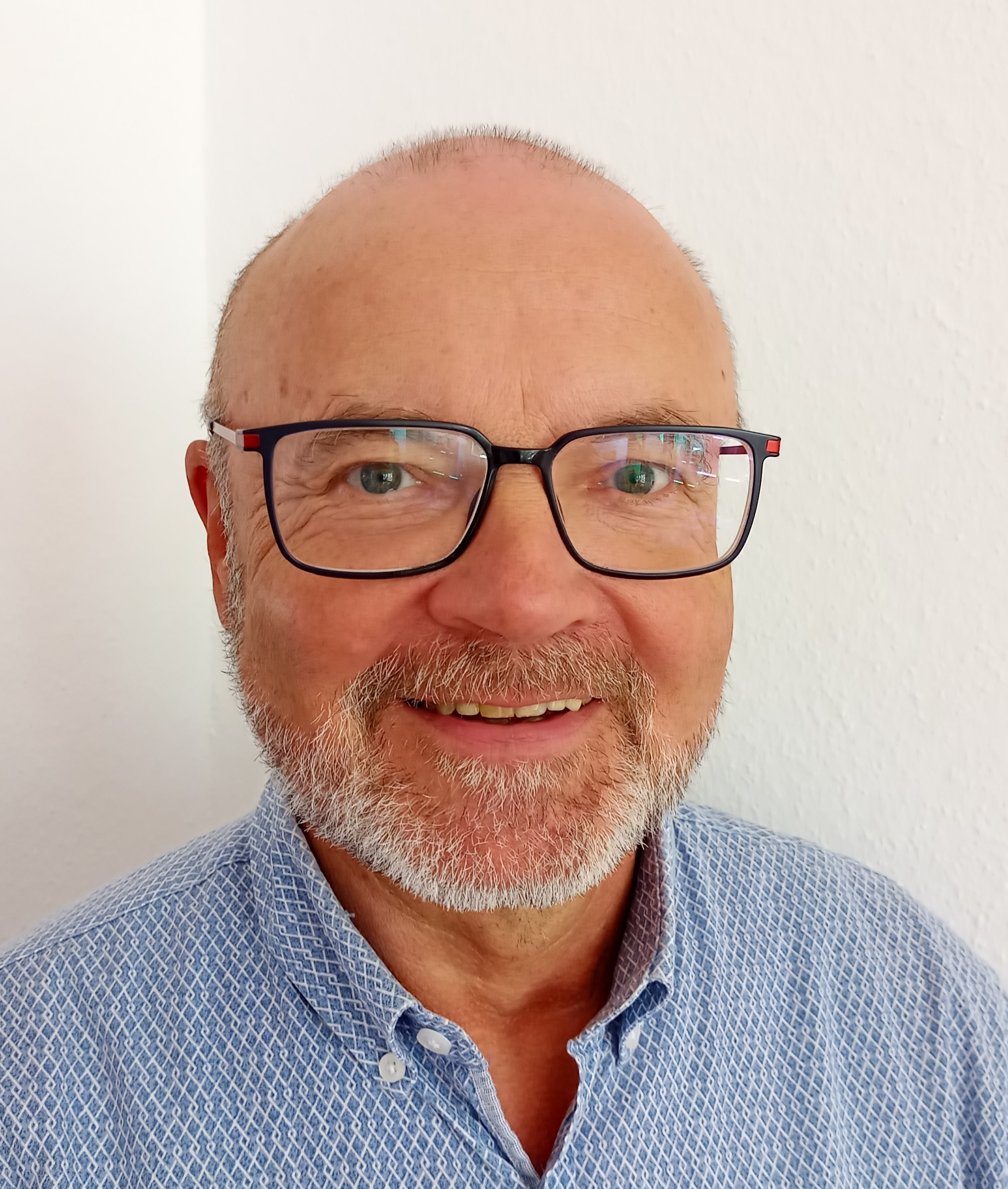
Christoph Syldatk (2023)

Christoph Syldatk (* 1956 in Hildesheim) ist ein deutscher Mikrobiologe, Biochemiker und Biotechnologe. Bis zu seiner Emeritierung im März 2023 war er Professor für Technische Biologie am Karlsruher Institut für Technologie.

## Leben
Christoph Syldatk besuchte die Schule in Bad Salzdetfurth und Hildesheim bis 1974 und absolvierte anschließend seinen Militärdienst in Hamburg und Oldenburg. Von 1976 bis 1981 studierte er Biologie an der Technischen Universität Braunschweig und wurde für eine wissenschaftliche Arbeit über die Produktion und Charakterisierung von mikrobiell hergestellten Biotensiden in der Arbeitsgruppe von Fritz Wagner promoviert. Von 1985 bis 1990 arbeitete er als Assistenzprofessor am Institut für Biochemie und Biotechnologie der TU Braunschweig und war Leiter der Forschungsgruppe Regio- und stereoselective Biokonversion. Gemeinsam mit Fritz Wagner und Karsten Krohn arbeitete er an cyclischen Amiden und gemeinsam mit Reinhold Tacke an Silizium-organischen Verbünden. 1989 führte ihn ein Forschungsaufenthalt an die Universität Wageningen in die Arbeitsgruppe Industrielle Mikrobiologie von Jan de Bont, wo er an Epoxid-abbauenden Enzymen arbeitete.
1990 wurde Syldatk habilitiert, seine Habilitation befasste sich mit dem mikrobiellen Hydantoin-Stoffwechsel. Von 1990 bis 1991 war er Dozent am Institut für Biochemie and Biotechnologie an der TU Braunschweig, von 1991 bis 1993 erhielt er ein Heisenberg-Stipendium der Deutschen Forschungsgemeinschaft (DFG). Von 1993 bis 2003 war er Professor für Technische Mikrobiologie am Institut für Bioverfahrenstechnik der Universität Stuttgart. Im Jahr 2000 absolvierte er einen Forschungsaufenthalt an der University of Kent in Canterbury in der Arbeitsgruppe von Alan T. Bull und arbeitete an Nitril-abbauenden Bakterien. Von 2003 bis 2023 war er Lehrstuhlinhaber für Technische Biologie am Institut für Bio- und Lebensmitteltechnik des Karlsruher Instituts für Technologie (ehemals Universität Karlsruhe).
Seine Forschungsschwerpunkte befassen sich mit der Biokatalyse von Lipiden, Aminosäuren, organischen Säuren durch Fermentation oder mittels enzymatischer Reaktionen. Seine Publikationen und Veröffentlichungen beschäftigen sich mit der Charakterisierung von neuen Enzyme und Mikroorganismen zum Zwecke der nachhaltigen Synthese von Chemikalien.
Mittlerweile hat er über 200 Veröffentlichungen, darunter 18 Patente sowie zahlreiche Buchkapitel.

## Schriften und Werke
- Mitherausgeber mit Karl-Erich Jäger und Andreas Liese: "Einführung in die Enzymtechnologie", Springer-Spektrum-Verlag, doi:10.1007/978-3-662-57619-9
- Buchkapitel mit Rudolf Hausmann erschienen in Industrielle Mikrobiologie: Organische Säuren, Springer Verlag 2013[2]
- Buchkapitel mit Horst Chmiel Bioprozesstechnik – Mikrobielle Prozesse  Springer Verlag, 3. Auflage, doi:10.1002/bit.10612
- Buchkapitel mit Jens Rudat,  Transaminases and their Applications  erschienen in Green Biocatalysis, John Wiley & Sons 2016, doi:10.1002/9781118828083.ch29
- Buchkapitel C. Syldatk et al.  "Existing Value Chains"  erschienen in Renewable Raw Materials: New Feedstocks for the Chemical Industry, Wiley-VCH Verlag GmbH & Co. KGaA, 2011. doi:10.1002/9783527634194.ch5
- Buchkapitel C. Syldatk und R. Hausmann "Types and Classification of Microbial Surfactants" erschienen in BIOSURFACTANTS Production and Utilization—Processes, Technologies, and Economics, CRC Press, 2014.[3]
- Buchkapitel mit R. Hausmann und H. Chmiel erschienen in Bioprozesstechnik: Mikrobielle Prozesse, Springer Verlag 2018, doi:10.1007/978-3-662-54042-8_11